# Río Rita
Río Rita é um povoado na província panamenha de Colón.